# Francesco Pucci (filosofo)
Francesco Pucci (Firenze, 11 febbraio 1543 – Roma, 5 luglio 1597) è stato un filosofo e letterato italiano.
Scrisse alcuni trattati dove ambiva a una religione universale di stampo utopistico e fu molto polemico contro le principali dottrine religiose dell'epoca, tanto da essere tacciato di eresia e giustiziato dall'Inquisizione romana.

## Biografia
Forse imparentato, come lui stesso sostenne, con la potente e ricca famiglia fiorentina dei Pucci, della quale fece parte, tra gli altri, il cardinale Antonio Pucci, da quella tuttavia non ne venne mai riconosciuto membro. Secondo quanto scrisse lui stesso, trovandosi a Lione nel 1570 per affari di commercio, fu colto da un improvviso «mutamento et cambiamento» che lo fece decidere a darsi allo studio delle «cose celesti ed eterne» e a scoprire i reali motivi dei contrasti religiosi che laceravano l'Europa.
A questo scopo, si trasferì a Parigi per studiare teologia e, avendo assistito personalmente alla strage degli Ugonotti nella notte di San Bartolomeo, il 23 agosto 1572, decise di aderire alle tesi protestanti. Trasferitosi in Inghilterra, si iscrisse all'Università di Oxford, ottenendo il titolo di Magister artium nel 1574. Nel 1575 controversie dottrinali gli procurarono l'espulsione dalla comunità calvinista francese alla quale aveva aderito in primavera: come scrisse il 30 novembre al teologo svizzero Johann Jacob Grynaeus, vi aveva discusso del peccato originale e aveva altresì contestato l'autoritarismo del concistoro della comunità.
Quest'ultima gli rimproverava, oltre a importanti punti dottrinali come la concezione del peccato originale, della fede e dell'eucaristia, la sua pretesa di profetizzare, ricordandogli che, con la scomparsa dei primi apostoli, il carisma profetico non poteva più esistere in nessuna chiesa cristiana. Emigrato a Basilea nel 1577 su invito di Francesco Betti, v'incontrò Fausto Sozzini, ma pochi mesi dopo, espulso anche dalla città svizzera, fu costretto a tornare in Inghilterra, mantenendosi ancora in contatto epistolare col Sozzini.

### La natura umana e il problema della salvezza
Dapprima il Pucci pubblicò, il 1º gennaio 1578, un manifesto, e poi scrisse in autunno a Niccolò Balbani, a Basilea, una lunga lettera in cui esponeva la sua teoria dell'innocenza naturale dell'uomo, già discussa col Sozzini, secondo la quale «tutti gli uomini nascono et restano innanzi all'uso della ragione e del giuditio». Grazie alla redenzione operata da Cristo, il peccato originale non può causare la dannazione quando siamo ancora nel grembo materno, e dunque il battesimo dei bambini, che sono «naturalmente» innocenti per la naturale bontà della natura umana, per quanto non censurabile, è inutile. L'eventualità della dannazione è un problema dell'adulto che, raggiunta l'età della ragione, è in grado di distinguere il bene dal male.
Si tratta di evidenti tesi pelagiane: l'uomo è buono per natura e a causa dell'amore di Dio verso il genere umano, che ha creato l'uomo di natura buona, si fonda la vera fede cristiana: «il fondamento della religione, et bontà vera, è propriamente la fidanza generale in Dio del cielo e della terra», una fiducia fondata sulla conoscenza di Dio che, secondo Pucci, è comune a tutti gli uomini, una fede che egli contrappone alla concezione della fede protestante, che consiste invece in una «fidanza particulare» che il singolo protestante ripone in Dio. È del resto la tesi sostenuta da Sozzini nel suo De Jesu Christo servatore.
Francesco Pucci sosteneva di aver tratto le proprie concezioni in virtù del dono dello Spirito Santo che, attraverso visioni, lo ispirava permettendogli di preconizzare il prossimo avvento del regno di Dio che avrebbe provocato la conversione di tutti i popoli, qualunque fosse la loro religione, sotto un'unica confessione cristiana. La redenzione operata da Cristo riguarda infatti tutti gli uomini, anche i non cristiani, perché esalta la loro naturale bontà: la salvezza non deve costituire un dubbio tormentoso ma è un obbiettivo che può essere raggiunto abbandonandosi con fiducia alla fede in Dio, è la fede naturale che, prima della caduta, aveva Adamo, uomo naturale e immortale perché fatto a immagine e somiglianza di Dio nella mente e nello spirito. Affermata la bontà naturale della specie umana, ne discende che debba essere escluso tanto che il peccato originale si trasmetta nelle generazioni, quanto che possa esistere una predestinazione - semplice o doppia che sia, una per gli eletti e una per i dannati - stabilita ab aeterno.
Sozzini rispose al Pucci con il De statu primi hominis ante lapsum, obiettando che la somiglianza di Adamo con Dio risiedeva nel fatto di essere il dominatore di tutte le cose della natura, e non nella sua immortalità, e se Adamo, l'essere naturale per eccellenza, finì col peccare, ciò dimostra che non era affatto innocente, visto che egli peccò per sua libera scelta.
La natura dell'uomo attuale non è diversa da quella adamitica, la sua salvezza risiede nella sua volontà di scegliere il bene, ed è sulla sua libera volontà, non sulla sua natura, che si fonda la sua etica.

### LaForma d'una Republica Catholica
Dopo un breve periodo passato in Olanda, a Londra scrisse nel 1581 la sua opera principale, la Forma d'una repubblica cattolica, che pubblicò in forma anonima.. Per porre rimedio alla confusione e agli scandali regnante nel cristianesimo, sarebbe necessario «un libero e santo concilio al quale si vede che tutti gli uomini da bene di tutte le province inclinano», ma che viene rifiutato dai potenti prelati che oggi comandano «non solo nella religione, ma anche nella repubblica».
Per preparare questo futuro concilio, è necessario che gli uomini dabbene, all'interno di ogni singolo stato, si organizzino in un'unione, in un «collegio» o comunità nella quale essi si governino secondo comuni principi, senza «alienarsi da i loro principi e magistrati civili» e senza entrare in polemica contro la confessione religiosa vigente; questi uomini, infatti, «d'animo et tal volta anche di corpo alienato da gli ordini et usanze di quelle repubbliche nelle quali è sono nati et allevati, conviene ch'e' vivino come forestieri nel loro natio terreno, o forastieri interamente per gli altrui paesi, è necessario ch'e' si portino molto saviamente e discretamente con i principi e magistrati de' luoghi dove essi habitano».
Si tratta di un'aperta giustificazione del nicodemismo, seppure teorizzata come mezzo provvisorio allo scopo di raggiungere un fine superiore nell'interesse di tutti i cristiani. L'insieme di questi collegi avrebbe formato di fatto una repubblica cattolica, cioè universale, che, con l'esempio dei retti comportamenti dei suoi aderenti, avrebbe col tempo acquisito il consenso della grande maggioranza della popolazione di ogni singolo stato, promuovendo così il rinnovamento dei costumi e delle diverse confessioni, fino a rifondare un'unica religione cristiana.
Gli elementi essenziali di questa rinnovata e unificata religione dovranno essere la fede «in un solo Dio del cielo e della terra, creatore et governatore dello Universo», nel Cristo morto e risorto per redimerci, nella giustizia divina che premia i buoni e punisce i malvagi, la testimonianza degli Apostoli, il rispetto dei dieci comandamenti, l'«orazione domenicale» e le opere di carità. Tutte le questioni dottrinarie che storicamente dividevano le confessioni cristiane sono sfumate dal Pucci, che vuole che sui problemi del battesimo, dell'eucaristia, della Trinità e dell'incarnazione non si utilizzino sottigliezze e non si creino divisioni.
I membri di queste comunità dovranno essere tutti gli uomini maggiorenni e laici - gli ecclesiastici, infatti, sono evidentemente incapaci di superare le divisioni che essi stessi hanno creato - organizzati sotto un capo temporaneo, «provosto o console», assistito da un «censore», che non deve avere alcun'autorità particolare, ma dovrà proporre le risoluzioni da approvare all'unanimità nell'assemblea generale dei membri: quando non vi fosse unanimità, si deciderà a sorte fra le diverse opzioni. Le donne, dovendo essere sottoposte ai mariti, possono assistere ma non possono avere alcun'autorità né diritto di voto.
Il collegio aveva anche il potere di punire le cattive condotte dei singoli membri, sino all'espulsione. Le diverse comunità si sarebbero tenute in contatto epistolare - a questo scopo era costituito l'incarico di un cancelliere - e, attraverso delegati, si sarebbero riunite in diete da tenersi periodicamente nelle terre «di qualche gentilhomo o signore» aderente a un collegio di una delle maggiori città europee «come Francoforte, Lione, Parigi et simili», perché qui i convenuti alla dieta sarebbero passati inosservati più facilmente.
Se gli aderenti ai collegi devono manifestare un formale ossequio alle autorità costituite, essi devono anche proporre una sia pur cauta propaganda per far guadagnare alla comunità nuove adesioni: ciascuno deve mantenere il segreto della sua attività tramite giuramento, essere amico dei compagni e nemico di chi è loro nemico. Per saldare insieme i "fratelli", è opportuno che essi si sposino nello stesso ambiente, con donne «sane e gagliarde» per averne una buona discendenza, evitando però rapporti sessuali frequenti che, secondo il Pucci, sono nocivi alla salute fisica degli uomini e a quella morale delle donne. Nella famiglia, il padre riveste il ruolo di capo e di sacerdote laico: battezza egli stesso i figli in età audulta, i quali dovranno crescere in una decorosa austerità, studiando nelle scuole consigliate dalla comunità ed evitando carriere immorali, come quella ecclesiastica o avvocatesca.
Nel 1582 fu a Cracovia, dove incontrò Fausto Sozzini e altri dissidenti religiosi. Le sue idee però non trovarono successo in nessuna confessione calvinista o luterana, né fra gli anabattisti e i sociniani. In compenso qui conobbe il mago e astrologo inglese John Dee nel 1585, con il quale si recò a Praga alla corte di Rodolfo II. Anche qui la sua indole (John Dee lo descrisse come pericolosamente chiacchierone e utopico) non venne accolta positivamente e deluso dai protestanti si riconvertì al cattolicesimo (forse dopo un incontro con il cardinale Ippolito Aldobrandini, futuro papa Clemente VIII).
In Olanda lavorò alla sua ultima opera, il trattato De Christi servatoris efficacitate in omnibus et singulis hominibus (L'efficacia salvifica del Cristo in tutti e in ogni uomo del 1592), dedicato al neoeletto pontefice Clemente VIII. Qui riassunse e sviluppò tutte le sue teorie su una Chiesa universale ed ecumenica: secondo lui ogni uomo aveva il diritto di professare una Chiesa di Cristo, e Dio, grazie al suo amore universale per l'intera umanità, doveva aiutare ad abbattere le barriere che separavano le chiese. Una volta pubblicata l'opera egli volle andare a Roma per presentarla la papa stesso, ma venne catturato a Salisburgo dall'Inquisizione nel maggio 1594 e condotto in carcere a Roma, dove conobbe Giordano Bruno e Tommaso Campanella. Venne condannato a morte per eresia e decapitato il 5 luglio 1597.
Il "puccismo" però gli sopravvisse nella Chiesa luterana grazie al pastore Samuel Huber.

### Opere
- Lettere, documenti e testimonianze, a cura di Luigi Firpo e Renato Piattoli, 2 voll., Firenze, Olschki, 1955 - 1959. ISBN 88-222-1988-0
- De praedestinatione, Firenze, Olschki, 2000. ISBN 88-222-4939-9
- Del regno di Christo, a cura di G. Vecchione, Roma, Storia e Letterarura, 2022. ISBN 88-935-9579-6

### Studi
- Cesare Cantù, Gli eretici d'Italia, Torino, Unione Tipografico-Editrice, 1866
- Per la storia degli eretici italiani del secolo XVI in Europa, a cura di D. Cantimori ed E. Feist, Roma, Reale Accademia d'Italia, 1937
- Delio Cantimori, Eretici italiani del Cinquecento, Firenze, Sansoni, 1939
- Antonio Rotondò, Studi e ricerche di storia ereticale italiana del Cinquecento, Torino, Giappichelli, 1974
- Élie Barnavi – Miriam Eliav-Feldon, Le périple de Francesco Pucci, Paris, Hachette, 1988 ISBN 2 010 1135 51
- Roberta Lorenzetti, Una disputa di antropologia filosofica sul primo uomo. Francesco Pucci di fronte al naturalismo di Fausto Sozzini, Milano, Cusl, 1995
- Paolo Carta, Nunziature ed eresia nel Cinquecento. Nuovi documenti sul processo e la condanna di Francesco Pucci (1592-1597), Padova, Cedam, 1999
- Censura ecclesiastica e cultura politica in Italia tra Cinquecento e Seicento, a cura di C. Stango, Firenze 2001 ISBN 88-222-4994-1
- Giorgio Caravale, Il profeta disarmato. L'eresia di Francesco Pucci nell'Europa del Cinquecento, Bologna, Il Mulino, 2011 ISBN 978-88-15-15052-3
- Mario Biagioni, Francesco Pucci e l'Informatione della religione christiana, Torino, Claudiana, 2011
- Vincenzo Vozza, Francesco Pucci e l'Informatione della religione christiana, in «Nuova Rivista Storica», n. I (2014), pp. 1111-1118
- Giorgio Caravale, Francesco Pucci's Heresy in Sixteenth-Century Europe, Leiden-Boston, Brill, 2015